# Герб Сімеїза
Герб Сімеї́за — офіційний символ смт Сімеїза затверджений 7 червня 2007 року рішенням № 5 Сімеїзької селищної ради. Автори герба: Маскевич О. І., Коновалов В. І., Дорошко В. М.

## Опис малого герба
Щит перетятий червоним і синім. У верхньому полі дві срібні шпаги у косий хрест вістрями догори, що супроводжуються вгорі срібною восьмипроменевою зіркою. У нижньому полі над двома срібними хвилястими пониженими нитяними балками стилізовані срібні гора Кош-Кая (Кішка) і скеля Джива-Кая (Діва), що супроводжуються вгорі срібною чотирьохпроменевою зіркою.

## Значення символів
У верхньому полі розташований герб Мальцевих, завдяки яким Сімеїз став одним із найкращих курортів Південного узбережжя Криму. У нижньому полі самі відомі символи селища — гора Кішка і скеля Діва. Зірка над ними нагадує про обсерваторію, засновану на горі Кішка Миколою Мальцевим у 1900 р. Тут було зроблено багато видатних відкриттів, а в 1959 р. було прийняте зображення зворотної сторони Місяця.

## Опис великого герба
Червоний колір символізує мужність, хоробрість, життєствердну силу; синій — красу і велич навколишньої природи, синє море і блакитне небо одного з найкращих курортів Криму.
Щит прикрашений золотим картушем, увінчаний срібною короною і золотим стилізованим сонцем. Щитотримачі — золоті грифони. На червоній девізній стрічці великими золотими літерами російською мовою написана назва селища.